# Estadio de San Mamés
San Mamés es un estadio de fútbol ubicado en Bilbao (Vizcaya, España). Fue inaugurado en su primera fase de construcción el 16 de septiembre de 2013 y es el sucesor del antiguo San Mamés. Es utilizado principalmente por el Athletic Club para la práctica del fútbol, si bien tiene otros usos complementarios entre los que se incluye un centro de innovación deportiva y otro de medicina deportiva, una pista de atletismo subterránea y un polideportivo municipal. Además, es utilizado como recinto para conciertos de gran envergadura, al igual que su antecesor. El campo tiene una capacidad de 53 331 localidades (ampliable en 2000 más, según el arquitecto César Azcárate), y cuenta con el rango de estadio de Categoría 4, el máximo otorgado por la UEFA, por lo que puede ser sede de la Eurocopa y albergar finales de la Liga Europa; no así de la Liga de Campeones, ya que esta requiere un aforo mayor.
La primera piedra se colocó el 26 de mayo de 2010 y las obras comenzaron oficialmente el 25 de junio del mismo año. El estadio se realizó en dos fases: en la primera se llevó a cabo la construcción de los dos laterales y uno de los fondos, mientras que en la segunda se construyó el último fondo y se habilitaron los palcos VIP. Se estimó que el estadio estaría totalmente construido en la primavera de 2015, aunque el Athletic Club comenzó a jugar en él a partir de la temporada 2013/14, a falta de la construcción de uno de los fondos. El estadio fue inaugurado en su primera fase de construcción, el lunes 16 de septiembre de 2013, en un partido de Liga frente al R. C. Celta de Vigo, en el que el Athletic Club se impuso al conjunto gallego por 3-2.
El 19 de septiembre de 2014, la UEFA eligió San Mamés como una de las 13 sedes de la Eurocopa 2020. Sin embargo, debido a la pandemia de coronavirus el campeonato fue pospuesto al año siguiente. Finalmente, ante la imposibilidad de garantizar la presencia de público debido a las exigencias sanitarias del Gobierno Vasco, la sede fue trasladada al Estadio de La Cartuja, en Sevilla.
El 5 de noviembre de 2015, San Mamés fue premiado en el World Architecture Festival, celebrado en Singapur, como el mejor edificio deportivo del mundo de nueva construcción.

## Anteproyectos

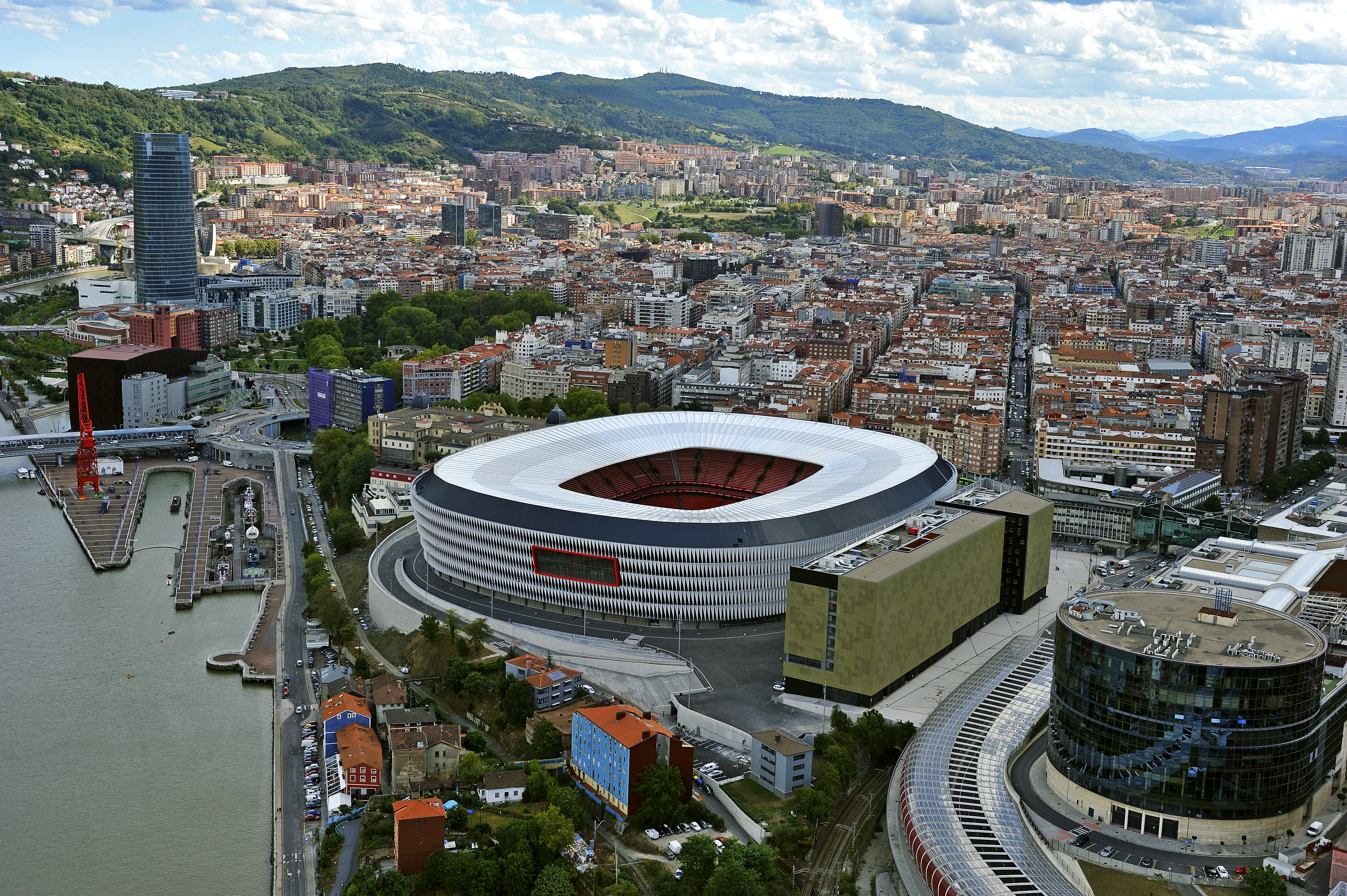
Vista panorámica de San Mamés

El Athletic Club ha jugado durante la mayor parte de su historia en el antiguo campo de San Mamés, el cual fue remodelado en varias ocasiones desde su construcción en 1913. Su última gran remodelación tuvo lugar en 1982, con motivo de la celebración de la Copa Mundial de Fútbol de 1982. Sin embargo, durante la década de los 90 se empezó a plantear la construcción de un nuevo estadio, debido a que el antiguo se estaba quedando obsoleto y las medidas de seguridad y acceso al mismo no eran lo suficientemente eficientes que debieran ser. A ello se le sumaba que la UEFA cada vez exigía unas medidas más estrictas, como la supresión de las gradas de pie o mejoras en la seguridad y accesibilidad para personas con discapacidades.
Durante la década de los 90, el ayuntamiento de Bilbao comenzó los primeros proyectos para modernizar la ciudad, entre ellos se creó el metro de Bilbao en 1995, el museo Guggenheim en 1997 o el Palacio Euskalduna en 1999. En esa época se buscaba un proyecto para Abandoibarra, barrio situado en la ribera de la ría de Bilbao. Aprovechando esto, el arquitecto español Santiago Calatrava propuso crear un nuevo estadio de fútbol en ese mismo lugar, aportando un diseño preliminar del mismo. Pero la propuesta fue descartada debido a que el ayuntamiento no quería construir un campo en esa zona.
Otra de las propuestas vino de la mano de Norman Foster. El afamado arquitecto británico propuso crear el nuevo campo en el lugar donde se ubicaba la antigua feria de muestras. El proyecto de Foster, incluía un estadio con un aforo de 55 000 espectadores, con un centro comercial y un edificio de oficinas bajo las tribunas. Pero la propuesta tampoco fructificó, debido a las dificultades arquitectónicas.
Durante los primeros años de la década de 2000, el por entonces presidente del club, Javier Uría, comenzó a tratar en serio la posibilidad de crear un nuevo estadio en los terrenos de la feria de muestras y se iniciaron los estudios pertinentes para encontrar la forma de construir un estadio en esa zona. La idea del futuro proyecto fue presentada a los socios compromisarios en la asamblea ordinaria anual, que dieron el visto bueno a la construcción de un futuro campo. De esta forma se comenzaba a dar forma a un proyecto que años más tarde se convertiría en realidad.

## Proyecto definitivo

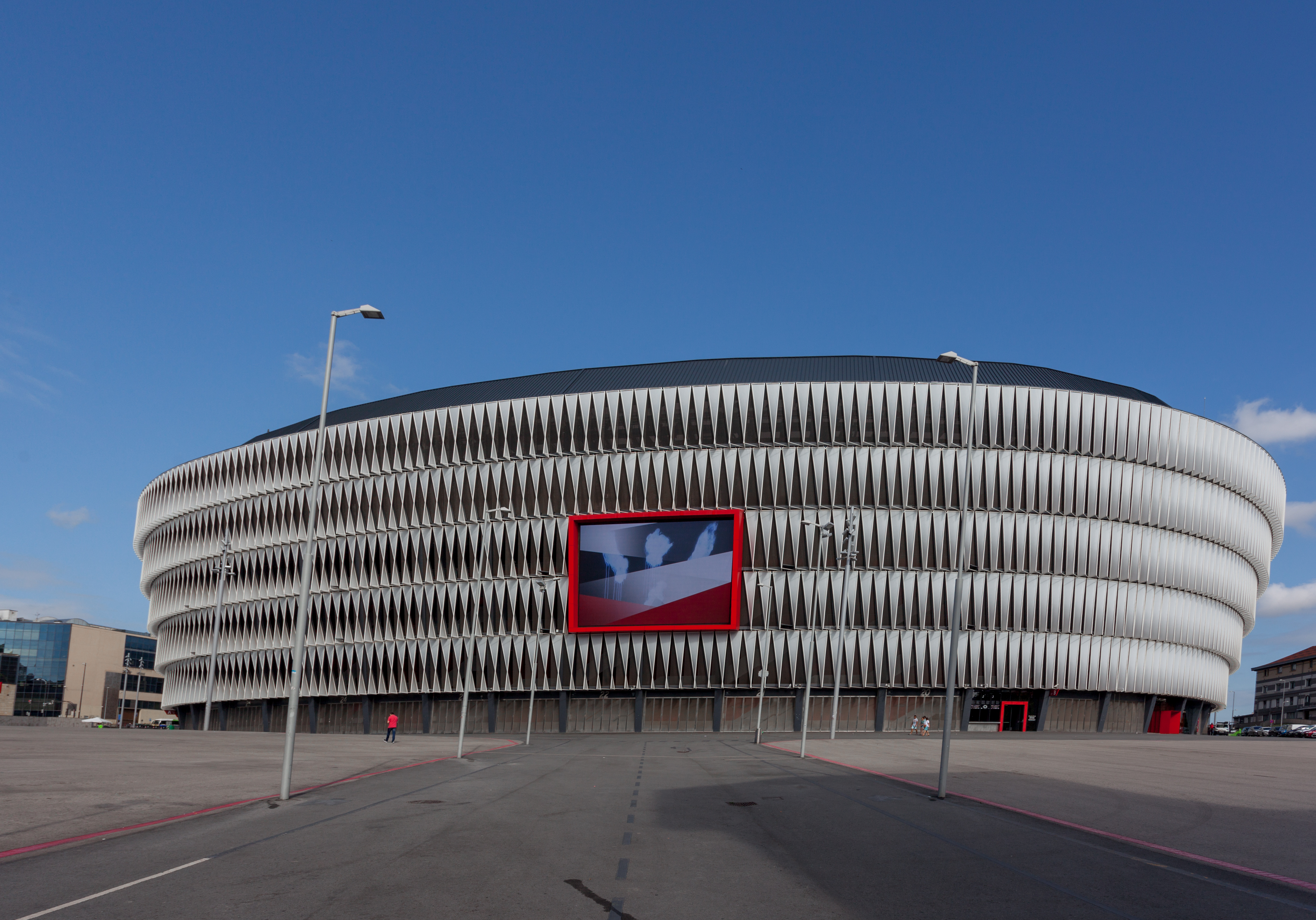
Estadio de San Mamés desde Pozas

A partir de 2004, la junta directiva presidida por Fernando Lamikiz, emprendió las gestiones para que el proyecto echara a andar. El sitio elegido para construir el nuevo estadio fue el lugar que ocupaba la antigua feria de muestras, que había perdido su utilidad debido a la construcción del BEC. El 7 de abril de 2006 el Ayuntamiento de Bilbao presentó el acuerdo institucional por el que se modificaba el plan para la zona de Basurto-San Mamés, de forma que se reservaba un espacio para la construcción del nuevo campo. El 28 de noviembre del mismo año, el Ayuntamiento de Bilbao culminó la redacción del plan especial de renovación urbanística de San Mamés. El plan posibilitaba la creación de un nuevo campo de fútbol para el Athletic, con un aforo de entre 50 000 y 55 000 espectadores, que ocuparía una superficie del suelo (huella) de 29 634 m², frente a los 21 500 m² del antiguo estadio. Se acordó que el nuevo estadio sería construido sin suprimir el funcionamiento del existente, y que compartiría el espacio heredado de la antigua feria de muestras con el nuevo campus de la UPV.
El 28 de diciembre de 2006 se comenzó con el derribo de la antigua feria de muestras, el proceso se demoró hasta octubre de 2007, debido a que se hizo una minuciosa separación de los materiales para su posterior reciclaje. El 19 de enero de 2007 se fundó la sociedad San Mamés Barria; compuesta por el Athletic Club, la BBK y la Diputación Foral de Vizcaya, que serían los propietarios del nuevo estadio. El Athletic y la Diputación Foral aportarían el terreno y una parte del coste del nuevo estadio mientras la BBK correría con la otra parte y las fórmulas de financiación.
El 7 de marzo de 2007 se presentó el proyecto básico del nuevo estadio y se realizó el acto de firma de la constitución de San Mamés Barría S.L. El arquitecto de ACXT-IDOM, César Azkarate, explicó las características del nuevo estadio: la piel externa del estadio sería una cubierta de escamas de cristal, sujeta por una estructura metálica a modo de red. Esta cubierta estaría permanentemente iluminada, gracias a un complejo código de iluminación que, al estilo del Allianz Arena de Múnich, variaría en cuatro estados distintos. Durante el día sería transparente, de noche estaría iluminado como un faro en medio de la ciudad, los días de partido la iluminación sería en rojo y blanco, y cuando hubiera un gol del Athletic, unos focos situados en la fachada se encenderían a modo de flashes creando un chisporroteo. Además, el estadio contaría con una capacidad para 56 000 espectadores, repartidos en 3 anillos y un cuarto más pequeño, que albergaría más de 100 palcos VIP. El 23 de marzo del mismo año, se convocó una asamblea general extraordinaria por parte de los socios compromisarios del Athletic, para llevar a cabo la aprobación de la construcción del nuevo estadio. Realizada la votación, el proyecto fue aprobado por el 70 % de los socios compromisarios.

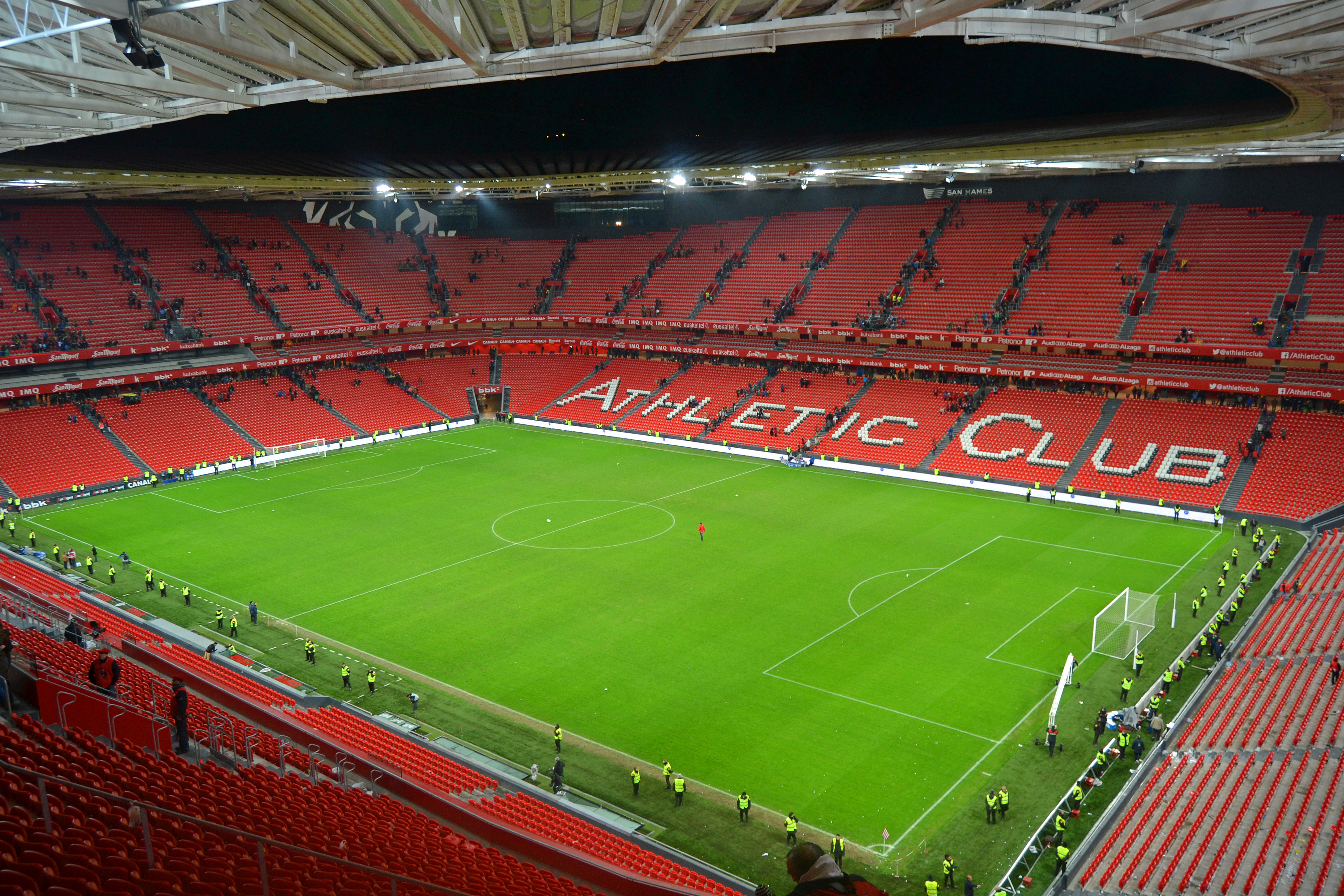
Imagen nocturna con el tejado original

A partir de 2008 y debido a la crisis, el proyecto se retrasó, y finalmente tuvo que modificarse por completo para que la construcción del estadio no resultase tan costosa. Tras varios meses sin noticias sobre el nuevo campo, al fin en 2009 se presentó el nuevo proyecto, en el que se habían suprimido varios elementos importantes, como la tercera grada o la fachada de escamas de vidrio; además, el aforo se redujo a 53 000 localidades. Esto suscitó malestar entre los socios, que veían como el proyecto inicial que se les presentó en la asamblea había cambiado de forma considerable. A pesar de ello, la Junta Directiva, en esta ocasión presidida por Fernando García Macua, prosiguió con las gestiones pertinentes para llevar a cabo la construcción del campo. De nuevo, pasó largo tiempo hasta que se concretó de forma definitiva el inicio de las obras. Así, el 26 de mayo de 2010 se realizó el acto de colocación de la primera piedra, y un mes más tarde, el 25 de junio, dieron comienzo los primeros trabajos, que consistieron principalmente en la adecuación del terreno, movimiento de tierras, etc. Luego hubo un pequeño parón de varios meses, y no fue hasta marzo de 2011 cuando por fin dio comienzo la primera fase de la construcción, que culminó en el verano de 2013, como estaba programado.

## Historia

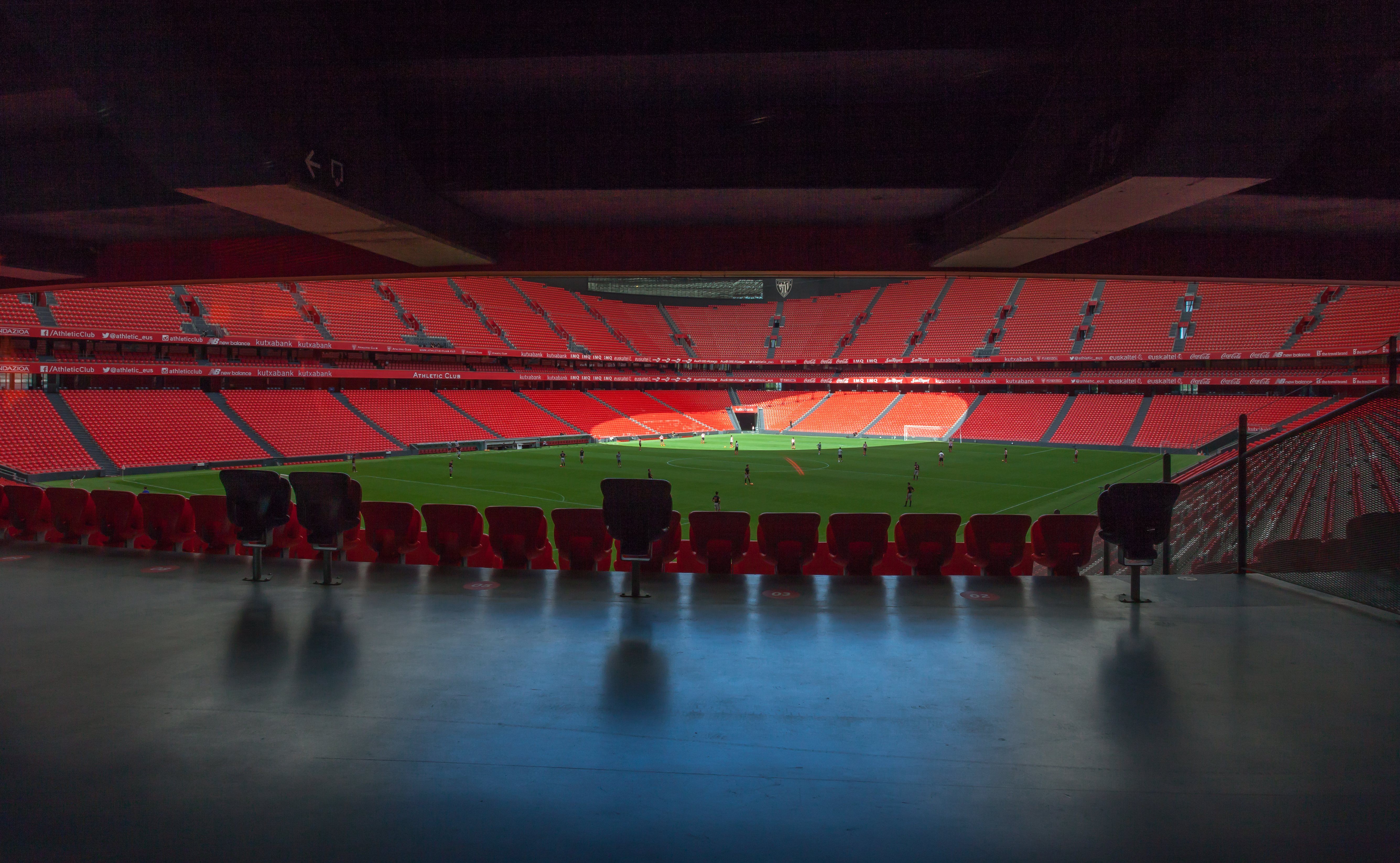
Interior del estadio

El estadio se inauguró el 16 de septiembre de 2013, a las 22:00 horas, con motivo de un partido contra el R.C. Celta de Vigo correspondiente a la 4.ª jornada de Liga de la temporada 2013-14 arbitrado por Jesús Gil Manzano del Comité extremeño. Unos diez minutos antes del inicio del encuentro se celebró una ceremonia en la que el presidente Josu Urrutia salió al campo acompañado por los capitanes de todos los equipos del club vizcaíno, encabezados por Carlos Gurpegi e Iraia Iturregi, mientras eran aplaudidos por las plantillas de ambos equipos. En el centro del campo, el benjamín de todos ellos ha colocado un trozo de césped del antiguo estadio y recibió una placa conmemorativa. Desde allí, jugadores y presidente se dirigieron hacia la entrada al túnel de vestuarios para presenciar un aurresku de honor. A continuación, el presidente Urrutia se dirigió a ras de campo y junto a la entrada al túnel de vestuarios hizo una ofrenda floral al busto de Rafael Moreno "Pichichi". Por último, todos los capitanes participaron en la izada de la bandera del Athletic en un mástil que se instaló junto a uno de los córneres del fondo sur, cuyo graderío no estaba construido, siendo Gurpegi el último.
En cuanto al partido, el resultado final fue de 3-2 para el equipo local. El delantero celtista Charles Dias fue el autor del primer gol de la historia de San Mamés gracias a un disparo con su pierna derecha desde el borde del área en el minuto 14' tras recibir un pase en contraataque de Rafinha y batir por bajo al portero Iago Herrerín, adelantando al Celta en el marcador. Unos minutos después, Mikel San José logró empatar para los bilbaínos. En el segundo tiempo, el Athletic se puso por delante gracias a un gol de Andoni Iraola y posteriormente aumentó distancias con otro de Beñat Etxebarria. Posteriormente, Santi Mina que llevaba unos minutos en el terreno de juego recortó distancias para el Celta y puso el definitivo 3-2 en el marcador.
El primer equipo que ganó como visitante en el nuevo estadio de San Mamés fue el Atlético de Madrid el 29 de enero de 2014, al lograr este último la victoria por 1-2 en partido de Copa del Rey, y la primera derrota en Liga tuvo que esperar hasta la jornada 24, cuando el R. C. D. Espanyol se impuso por 1-2 el 16 de febrero de 2014. En verano de 2014, y coincidiendo con el partido de vuelta de la eliminatoria de la Liga de Campeones, disputado frente al S.S.C. Nápoles, se inaugura oficialmente el aforo completo del recinto, pese a estar este falto de finalización.
En noviembre de 2015, el estadio se alzó con el galardón al mejor edificio deportivo del mundo, otorgado por el World Architecture Festival celebrado en Singapur. Ese mismo año, la UEFA confirmó oficialmente que San Mamés sería una de las sedes de la Eurocopa 2020, que se celebraría por primera vez en varias sedes repartidas por todo el continente europeo. Sin embargo, ante la imposibilidad de garantizar la presencia de público debido a las exigencias sanitarias del gobierno vasco tras la irrupción de la pandemia de coronavirus, la sede fue trasladada al Estadio de La Cartuja, en Sevilla. Esto provocó que las instituciones vascas inmersas en la candidatura (de la que formaban parte el Ayuntamiento de Bilbao, Diputación Foral de Vizcaya y Gobierno vasco), amenazaran a la UEFA con llevar el caso a los tribunales debido a la rescisión unilateral de contrato llevada a cabo por el organismo europeo. Tras varias semanas de negociación, finalmente la UEFA aceptó devolver la inversión de 1,3 millones realizada en la organización de la Eurocopa, además de designar a San Mamés como sede de una final de la Europa League y otra de la Champions League femenina.
En abril de 2017, San Mamés fue elegido por la EPCR para albergar la final de la Copa de Campeones Europeos de Rugby de 2018, la mayor competición europea de Rugby, y el 30 de mayo, el grupo de hard rock Guns N' Roses ofreció un concierto, siendo el primer evento musical que se celebró en el estadio.
El 16 de diciembre de 2023 se inauguró en la explanada del estadio una estatua de homenaje a José Ángel Iribar.

## Instalaciones

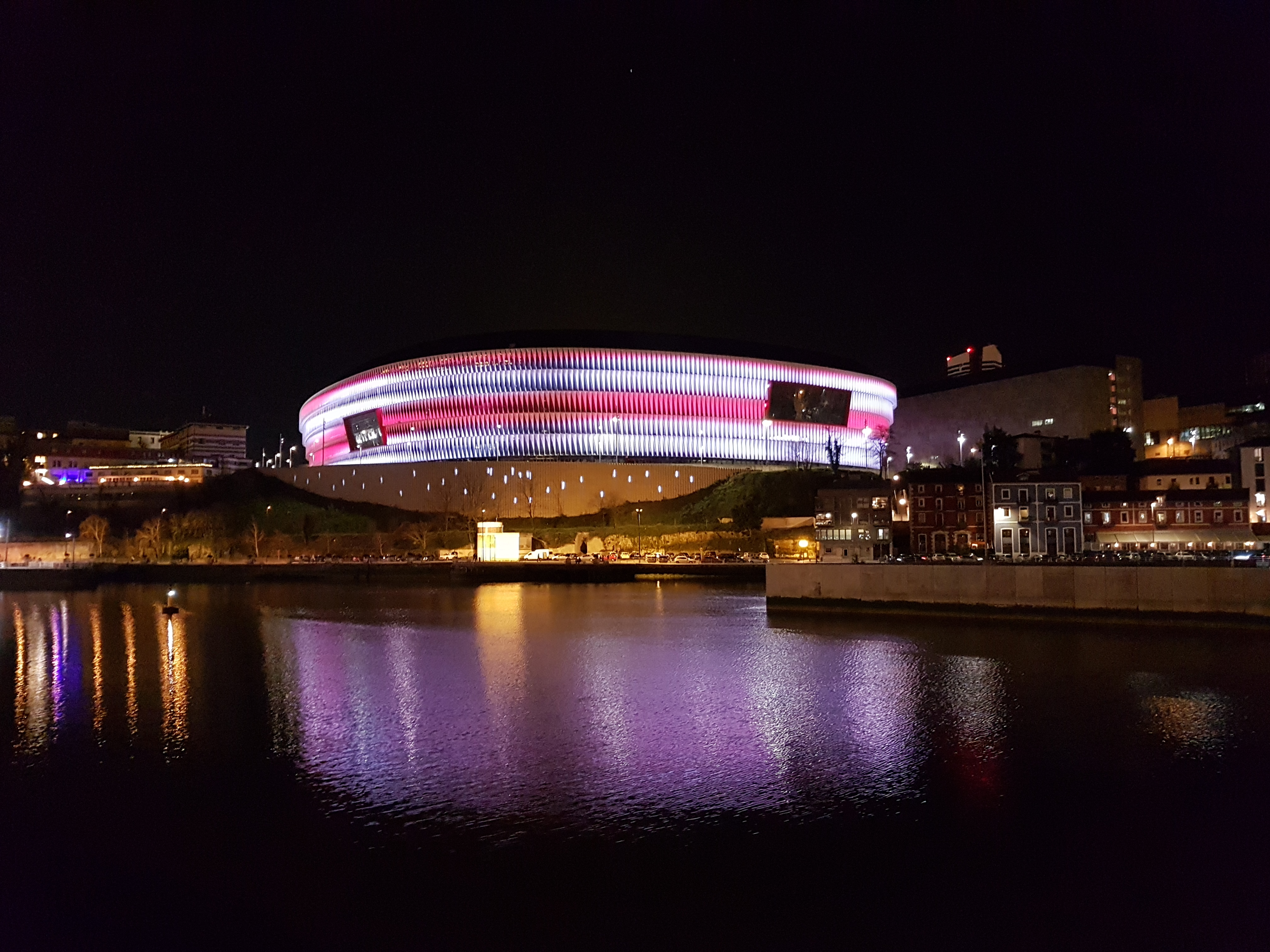
San Mamés de noche iluminado visto desde la ría de Bilbao

El estadio ha sido construido para conservar y mejorar la actual atmósfera de sonido envolvente producida por los cánticos de los aficionados locales. Exteriormente es un estadio de fútbol. Como resultado de la condición del Gobierno Vasco para su entrada en la sociedad San Mamés Barria, y por tanto en la aportación económica, se acordó que en los sótanos del estadio se ubiquen además las siguientes instalaciones ocupando un total de 5434 m². Estas instalaciones no afectan al proyecto general del estadio, apenas suponen un ligero aumento del coste y exteriormente no son apreciables.
- Polideportivo municipal inaugurado el 19 de julio de 2019 con más de 4800 m² y que incluye salas equipadas para el ejercicio físico, sauna, baño turco y spa, así como una piscina olímpica y otra infantil.[33][34][35]
- Módulo de atletismo subterráneo de 112 metros de largo por 12 de ancho: pista de 60 metros lisos e instalaciones para la práctica de salto de altura, triple salto, salto de longitud, salto con pértiga y lanzamiento de peso. Aunque el Gobierno Vasco renunció a realizar la pista de atletismo prevista en San Mamés.[36][37][38]
- Centro de innovación deportiva.
- Centro de medicina deportiva.

Otras instalaciones:
- 4 vestuarios (240 m²)
- 40 oficinas (50 m²)
- 48 palcos VIP[39]
- Museo del club.[40] Situado en la puerta 20 del estadio.[41]
- Tienda oficial del club
- Restaurante de alto standing
- Pantalla led exterior[42]
- Sports bar
- Taberna/bar (con vistas al interior)

### Problemática con la lluvia

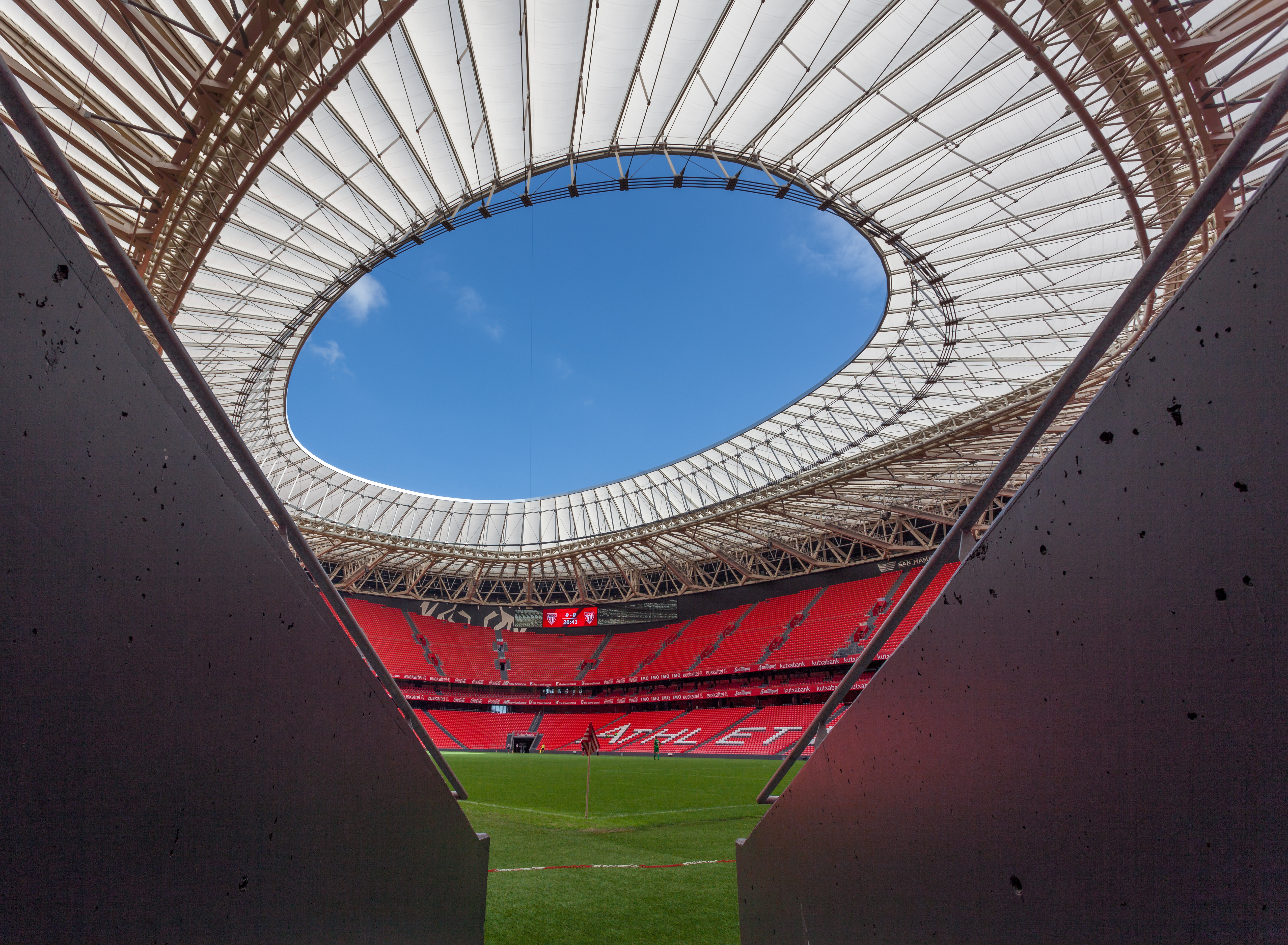
Ampliación de la cubierta finalizada y galardonada con los premios internacionales Structural Awards

Debido a las quejas surgidas por diversos socios referentes a la afectación por la lluvia en los días de partido, el Athletic estudió ampliar la cubierta de San Mamés, no descartando realizar más estudios antes de finales de 2015, que es cuando se presentaría la solución definitiva a los mismos. El 14 de diciembre de 2015 el presidente del Athletic, Josu Urrutia, confirmó que dicha solución sería la ampliación de la cubierta, descartándose la alternativa del doble techo estudiada en un campo de Catar, y estando finalizada durante el verano de 2016.
El 28 de enero de 2016, Urrutia desveló que el Athletic asumiría el coste total de la ampliación de la cubierta de San Mamés y el 8 de abril se anunció que las obras comenzarían el 16 de mayo, un día después del último partido de Liga en la Catedral, cifrándose la fecha de finalización el 8 de agosto. Finalmente fue la empresa Inbisa Construcción la adjudicataria de la obra ascendiendo su coste en 12,6 millones de euros.
El 22 de julio se completó el izado de la cubierta, avanzando los plazos de manera satisfactoria. El 11 de octubre se anunció que San Mamés ya luciría por completo la ampliación de cara al derbi ante la Real Sociedad celebrado el 16 de octubre a falta de que terminaran los remates finales de algunos cojines de ETFE. Finalmente, una vez se dieron por finalizadas las obras, la cubierta se estrenó el 20 de noviembre de 2016 con victoria del Athletic por 1-0 ante el Villarreal C.F. en partido de Liga.
Posteriormente, el 29 de diciembre de ese mismo año, César Azkarate, el arquitecto que diseñó y ejecutó el nuevo campo de San Mamés, compareció en la cámara vizcaína para dar explicaciones sobre las características del estadio y las razones por las cuales era necesario ampliar la cubierta. Asimismo, el coste total de esta obra se cuantificó en una cifra cercana a los 13 millones de euros.
El 21 de noviembre de 2017, la ampliación de la cubierta de la Catedral fue galardonada con los premios internacionales Structural Awards, que reconocen los mejores proyectos de ingeniería estructural en todo el mundo, en su categoría 'Grandes Luces' (Long Span Structures).

## Aforo
| Tipo de localidad               | Aforo  |
| ------------------------------- | ------ |
| Asientos generales              | 49 063 |
| Asientos generales desmontables | 1270   |
| Personas con movilidad reducida | 260    |
| Acompañantes                    | 260    |
| Asientos VIP                    | 824    |
| Asientos Premium                | 2130   |
| Palco de honor                  | 192    |
| Periodistas                     | 162    |
| Total                           | 53 289 |

## Construcción

### Modo de construcción

Proceso de construcción

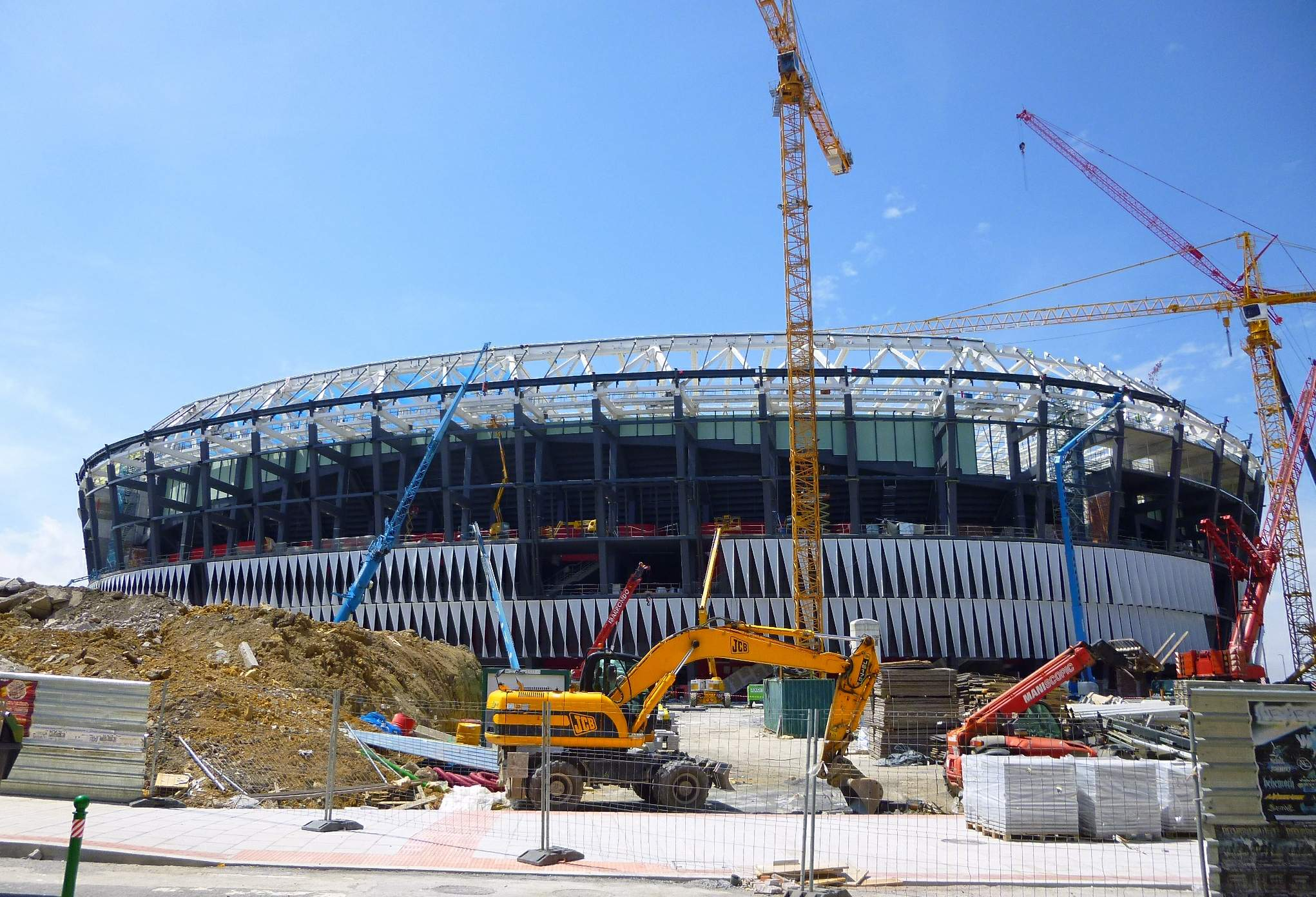
En construcción

San Mamés se construyó sobre el solar de la antigua feria de muestras y del antiguo estadio de San Mamés, que se derribó una vez se hubieran construido 3/4 del nuevo estadio. Primero, se levantaron las gradas laterales y uno de los fondos. Una vez construidas, el Athletic pudo mudarse ya al nuevo campo y comenzar a jugar en él, a falta de la construcción de uno de los fondos. Simultáneamente, se procedió al derribo del antiguo San Mamés (durante 2013, de forma que el histórico San Mamés logró cumplir 100 años de historia). Una vez retirados los escombros, se construyó el último fondo en el lugar que ocupaba la tribuna principal del antiguo San Mamés. Una vez terminado de construir este fondo, el estadio estuvo acabado.
El resto del solar sería en principio reutilizado para levantar varios edificios de la UPV-EHU. Sin embargo, el 27 de abril de 2016 la junta de gobierno del Ayuntamiento de Bilbao aprobó el convenio de colaboración con la UPV/EHU, Diputación Foral de Vizcaya y Athletic Club para la urbanización provisional de las dos parcelas dotacionales del Área Equipamental de San Mamés, mientras se adoptaba la solución definitiva para estos solares que «estará vinculada a la universidad», iniciándose las obras en junio. El 7 de septiembre se anunció que las obras de asfaltado de los dos solares en desuso ubicados junto al campo de San Mamés, en la calle Luis Briñas, estaban casi ultimadas. Finalmente, el 23 de abril de 2022 se confirmó que los dos solares ante San Mamés se convertirían en zonas verdes, implicando que las pretensiones iniciales de construir en sendas parcelas dos edificios que iban a albergar diferentes servicios de la Universidad del País Vasco quedaron desechadas.

### Fases y cronología de las obras
A continuación se muestra una tabla con las fases y la cronología oficial de las obras, confirmadas por el directivo del club Juan Antonio Zárate en la asamblea de socios compromisarios de 2010.
| Fase   | Operación                                      | Fecha fin            |
| ------ | ---------------------------------------------- | -------------------- |
| Inicio | Primera piedra                                 | 26 de mayo de 2010   |
| Inicio | Inicio de las obras                            | 25 de junio de 2010  |
| Fase 1 | Construcción de las tribunas laterales y norte | Verano 2013          |
| Fase 1 | Primeros partidos                              | Temporada 2013/14    |
| Fase 2 | Demolición del antiguo San Mamés               | Junio de 2013        |
| Fase 3 | Construcción de la tribuna sur                 | 15 de agosto de 2014 |

### Financiación de la construcción
La financiación para la construcción del estadio se llevó a cabo por la sociedad San Mamés Barria S. L., compuesta por cinco socios. La aportación económica de cada socio es la siguiente:
| Socio                       | Dinero a pagar |
| --------------------------- | --- |
| Athletic Club               | 50 000 000 € (33 000 000 € en aportación económica + 17 000 000 € por valor de terrenos del antiguo San Mamés)                                |
| Gobierno Vasco              | 50 000 000 € |
| Diputación Foral de Vizcaya | 50 000 000 € (33 000 000 € en aportación económica + 17 000 000 € por valor de terrenos del nuevo San Mamés)                                  |
| Ayuntamiento de Bilbao      | 11 000 000 € (mediante intercambio de participación en la Sociedad San Mamés Barria S.L. a cambio de lo equivalente en licencias municipales) |
| Kutxabank                   | 50 000 000 € |

## Premios y reconocimientos
- Elegido mejor edificio deportivo del mundo en el World Architecture Festival 2015.[28]

- Primer campo europeo en conseguir la certificación de edificación sostenible LEED.[63]

- La obra de la nueva cubierta, llevada a cabo por Inbisa Construcción, fue galardonada como mejor estructura de fachadas y cubiertas en los III premios de Ingeniería de la asociación Ache.[64]

- El estadio más seguro de Europa al ser el único que obtuvo en 2017 el certificado UNE 179.003 de la seguridad al paciente, concedido por DNV GL.[65] Dicha acreditación fue revalidada en 2019.[66]

- San Mamés fue elegido como el mejor estadio del mundo dentro del World Football Summit, el congreso global sobre la industria del fútbol que se celebró en Madrid en el año 2017.[67]

- La cubierta del estadio San Mamés, diseñada por Idom, fue galardonada con los premios internacionales Structural Awards, que reconocen los mejores proyectos de ingeniería estructural en todo el mundo, en su categoría 'Grandes Luces' (Long Span Structures).[68]

- En junio de 2020 fue incluido en la lista de los 30 estadios más vibrantes del mundo elaborada por France Football, en novena posición.[69]

- En julio de 2020 fue premiado en la categoría de instalaciones deportivas y recreativas de los World Design Awards que otorga The Architecture Community.[70]

- El 30 de enero de 2019, San Mamés se convirtió en el estadio con el mejor registro de afluencia de público a un partido femenino en España congregando 48.121 aficionados para presenciar los cuartos de final de la Copa de la Reina que enfrentó al Athletic Club y el Atlético de Madrid, siendo a su vez el segundo mejor registro en una competición mundial.[71] El 17 de marzo de 2019 este registro fue superado por un partido que enfrentó al Atlético de Madrid y al FC Barcelona en el Estadio Wanda Metropolitano que congregó a 60.739 espectadores.[72]

## Eventos deportivos, sociales y musicales

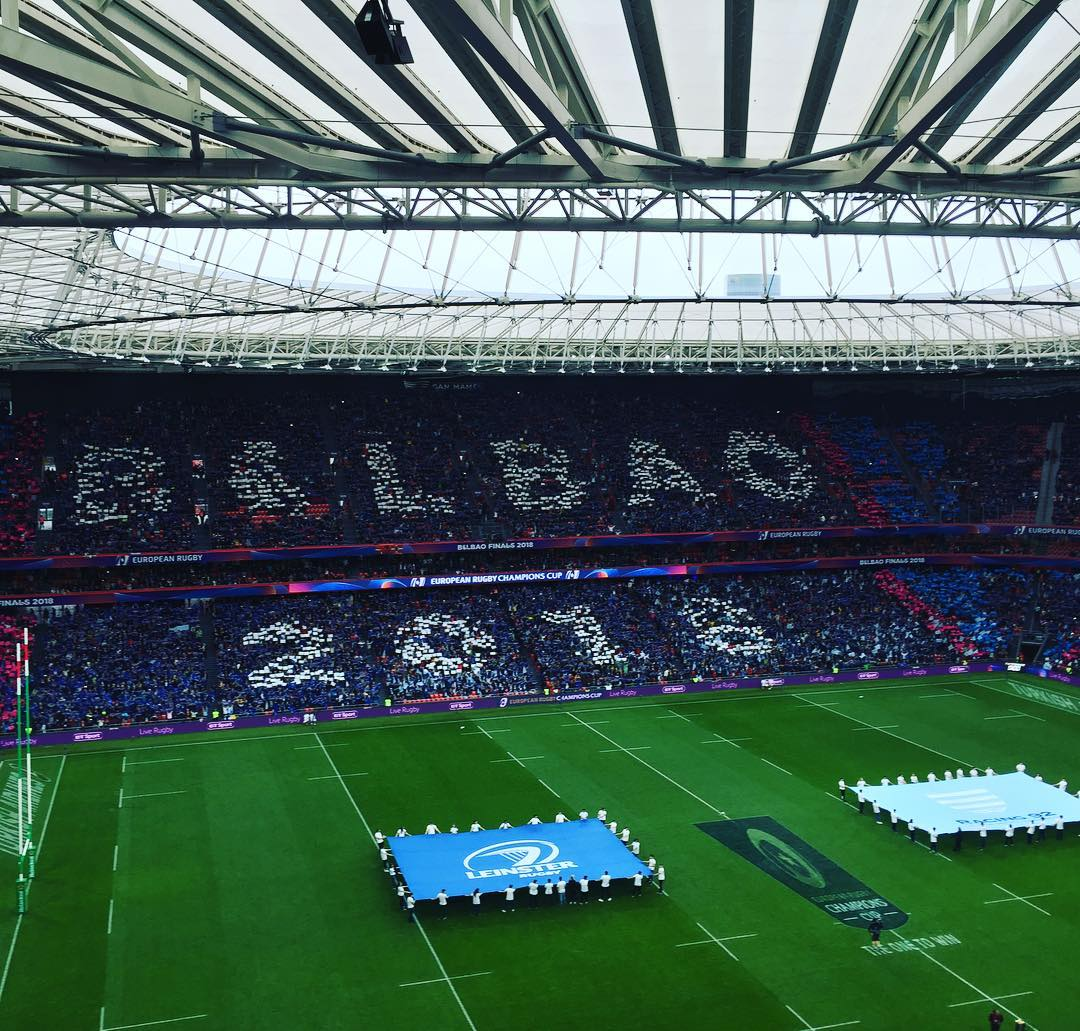
Final de la Champions Cup 2018

- El grupo de hard rock Guns N' Roses ofreció un concierto el 30 de mayo de 2017, siendo el primer evento musical que se celebró en este recinto.[31]
- El 11 y 12 de mayo de 2018 se celebraron las finales de la Copa Desafío Europeo de Rugby y de la Copa de Campeones Europeos de Rugby.[73]
- El 3 de noviembre de 2018 se ofrecieron los conciertos de Berri Txarrak, Crystal Fighters y Muse con ocasión de los MTV Europe Music Awards 2018.[74]
- El 6 de septiembre de 2019 el interior del estadio acogió la salida de la 13.ª etapa de la Vuelta a España.[75]
- El 11 de junio de 2022, Fito & Fitipaldis reunieron a más de 46.000 personas durante más de dos horas en La Catedral.[76]
- El 3 de julio de 2022, el grupo Metallica dio su concierto en el estadio.[77]
- El 25 de agosto de 2022 la explanada junto al estadio acogió la salida de la 6.ª etapa de la Vuelta a España.[78]

## Comunicaciones
| Servicio                    | Servicio               | Estación / Parada | Distancia al estadio |
| Carretera                   | Carretera              | Carretera | Carretera            |
| --------------------------- | ---------------------- | --- | -------------------- |
| Termibús                    | Autobús (interurbano)  | Bilbao Intermodal | 200 m                |
| Bizkaibus                   | Bizkaibus (cercanías)  | Escuela de Ingeniería (2878); LíneasA3151: Bilbao — Portugalete — Santurce A3340: Bilbao — Abanto y Ciérvana — Musques A3414: Bilbao — Guecho | 50 m                 |
| Bilbobus                    | Bilbobus (urbano)      | Consultar líneas | 300 m                |
| Tren (urbano)               |                        | |                      |
| Metro Bilbao                | Metro Bilbao           | San Mamés; Líneas y | 200 m                |
| Euskotren Tranbia           | Tranvía                | Sabino Arana; Línea | 150 m                |
| Euskotren Tranbia           | Tranvía                | San Mamés; Línea | 300 m                |
| Tren (cercanías y regional) |                        | |                      |
|                             | Renfe Cercanías Bilbao | San Mamés; Líneas y | 200 m                |
|                             | Renfe Cercanías AM     | Estación de Basurto-Hospital | 600 m                |
| Euskotren Trena             | Euskotren Trena        | Estación de Zazpikaleak/Casco Viejo | 2,3 km               |
| Tren (interurbano)          |                        | |                      |
| Renfe Operadora             | Renfe Operadora        | Estación de Abando | 1,8 km               |
| Aéreo                       |                        | |                      |
| Aeropuerto                  | Aeropuerto de Bilbao   | Sondica-Lujua | 16 km                |
| Marítimo                    |                        | |                      |
| Puerto                      | Puerto de Bilbao       | Santurce | 10 km                |